# Pace. Esequie in mare
Pace. Esequie in mare (Peace - Burial at Sea) è un dipinto a olio su tela (111x110 cm) del pittore britannico William Turner, realizzato nel 1842 e conservato alla galleria Tate Britain di Londra.

## Storia
L'opera fu concepita come tributo al pittore scozzese David Wilkie, scomparso l'anno precedente durante il viaggio di ritorno dalla Palestina.
Wilkie morì il 1º giugno 1841 a bordo di una nave a vapore nei pressi di Gibilterra. A causa del timore di contagio dovuto a un'epidemia di peste diffusa nel Vicino Oriente, le autorità impedirono l'attracco della nave e ordinarono che il corpo fosse sepolto in mare la sera stessa.
Il dipinto fu presentato alla Royal Academy nel 1842 come pendant di un'altra opera, Guerra. L'Esilio e la Rocca Patella (War - The Exile and the Rock Limpet), dedicata alla morte di Napoleone Bonaparte.

## Descrizione
Mentre Guerra. L'Esilio e la Rocca Patella esprimeva la brutalità della storia e il vuoto eroismo, Pace. Esequie in mare si configurava come il suo opposto, un'elegia intima e malinconica, espressa attraverso toni sommessi e contemplativi.
In questo dipinto, Turner rievoca l'evento con intensa forza emotiva, immaginando un carro funebre posto sul ponte della nave, simbolo del funerale solenne che l'amico avrebbe meritato. La scena è immersa in un'atmosfera notturna e ovattata: la barca, debolmente illuminata, emerge dal buio tra flutti cupi e nebbia densa. Le sagome sfumate e quasi incorporee sembrano dissolversi nell'aria umida, mentre la tavolozza è dominata da toni freddi – neri, blu profondi e grigi – che accentuano il senso di silenzio e raccoglimento.
Pace. Esequie in mare non è un semplice ritratto di un evento reale, ma un'opera simbolica, che riflette sul tema della morte, del ricordo e della pace interiore. Il titolo stesso, "Pace", allude a una condizione non solo geopolitica, ma soprattutto esistenziale.
Il contrasto tra le due opere è deliberato. Mentre Guerra presenta colori caldi e violenti (rossi e arancioni infuocati), Pace adotta una tavolozza fredda e silenziosa. L'effetto è quello di una meditazione sulla mortalità, in cui la morte non è una tragedia o un sacrificio eroico, ma un ritorno alla calma, al silenzio, alla natura.

## Critica
L'opera suscitò critiche per l'uso marcato del nero, in particolare nelle vele. Turner replicò ironicamente che, se fosse stato possibile, le avrebbe volute ancora più nere.
Alcuni critici vedono nella colonna di fumo una metafora dell'anima che ascende, mentre l'acqua calma simboleggia l'eternità dell'inconscio. Il cielo e il mare si confondono, dissolvendo i confini tra terra e aldilà, tra tempo e infinito.